# Barthélemy Botswali Lengomo
 (août 2012).
Si vous disposez d'ouvrages ou d'articles de référence ou si vous connaissez des sites web de qualité traitant du thème abordé ici, merci de compléter l'article en donnant les références utiles à sa vérifiabilité et en les liant à la section « Notes et références ».
Barthélemy Botswali Lengomo, né le 21 juin 1946 à Tshumbiri dans la région de Bandundu en République démocratique du Congo, est un homme politique. 

## Biographie
Licencié en droit à l’université de Kinshasa, il a commencé sa carrière dans l’administration publique au ministère de l’Éducation nationale en qualité de chef de bureau. Transféré au ministère du Plan, il gravit tous les échelons jusqu'au grade de secrétaire général. 
Il exerce ses fonctions de secrétaire dans différents ministères, notamment au ministère de Budget, des Petites et Moyennes Entreprises, du Transport et de la Communication. Il faisait partie du collège des secrétaires généraux mise en place par Mobutu en vue d'assurer l'intérim du gouvernement en 1993. 
En 2006, il devient député national de la circonscription de Bolobo et président de son parti politique, la CODELI. En 2008, il est nommé ministre des Affaires sociales, de l'Action humanitaire et de la Solidarité nationale et, en 2010, est démis de ses fonctions,.